# Aeroporto di Westray
L'Aeroporto di Westray (IATA: WRY, ICAO: EGEW) è un piccolo aeroporto britannico situato nel versante settentrionale dell'isola di Westray, parte dell'arcipelago delle Isole Orcadi, Scozia.
Lo scalo, locato sulla penisola di Aikerness, è noto per essere uno dei due aeroporti collegati dal più breve volo di linea al mondo, parte del servizio di trasporto inter-arcipelago gestito dalla compagnia aerea Loganair, ovvero all'Aeroporto di Papa Westray. La distanza tra i due scali è di soli 2,8 km, circa 1,5 nmi, e la durata del volo, compreso il rullaggio, ammonta a circa 2 min. Così come i voli in partenza dall'isola di Papa Westray, serve il maggior centro abitato delle Isole Orcadi, Kirkwall.
La struttura, posta all'altitudine di 9 m (29 ft) sul livello del mare, è costituita da un piccolo terminal e consta di tre piste d'atterraggio, una con fondo idoneo ad operare con aerei da trasporto lunga 527 m (1 729 ft) ed orientamento 09/27, più altre due secondarie con fondo in erba.
L'aerodromo di Westray è in possesso di una CAA Ordinary Licence (numero P539) che consente voli commerciali per il trasporto di passeggeri o di addestramento al volo, come autorizzato dal licenziatario, il Consiglio Isole Orcadi. L'aeroporto effettua attività esclusivamente secondo le regole e gli orari VFR.